# Hilfe, unser Lehrer ist ein Frosch!
Hilfe, unser Lehrer ist ein Frosch! (Originaltitel Meester Kikker, deutsch „Herr Frosch“ als Anrede für einen Lehrer) ist ein 2016 erschienener niederländischer Kinderfilm von Anna van der Heide. Er basiert auf dem 2001 erschienenen Kinderbuch „Das Geheimnis von Lehrer Frosch“ von Paul van Loon.

## Handlung
Der junge Lehrer Franz ist mit seiner frischen, lockeren Art bei seiner Klasse sehr beliebt. Um seiner Schülerin Sita, die sich momentan stark für Frösche interessiert, zu erklären, wieso er dieses Interesse nicht teilt, vertraut er ihr sein Geheimnis an: Wenn er zu sehr an Frösche denke, verwandle er sich selbst in einen Frosch. Das sei erblich, auch sein Vater und dessen Vater waren schon so.
Sita kann das nicht für sich behalten und sagt es ihrem besten Freund Wouter, der es für einen Witz hält. Am nächsten Tag weiß es die ganze Klasse und neckt den Lehrer mit Froschgequake, bis er sich vor ihren erstaunten Augen erst grünlich färbt und dann tatsächlich in einen Frosch verwandelt. Sie lassen den Frosch im Klassenraum. Sita und Wouter fangen abends eine Fliege und setzen sie im Raum aus, damit er nicht hungern muss. Am nächsten Tag ist er wieder ein Mensch und bedankt sich bei Sita für die fette Fliege. Er müsse immer ein Insekt essen, um sich zurückzuverwandeln.
Franz steht im Konflikt mit dem stark ordnungsliebenden neuen Direktor Storch, der es darauf abgesehen hat, den unkonventionellen Kollegen aus der Schule zu entfernen. Selbst den kleinsten Regelverstoß trägt er in sein Notizbuch ein. Die Schüler schaffen es nur mühsam, die Verwicklungen durch die Froschverwandlungen vor dem Direktor zu verbergen. Beim Versuch, das Notizbuch zu entwenden, findet Sita heraus, dass auch der Direktor sich in ein Tier verwandelt, eben in einen Storch. Er hat sich offenbar in eine Störchin in dem Tierheim verliebt, in dem Sitas Mutter arbeitet.
Auf dem abschließenden Schulfest treffen Franz und Storch in ihren jeweiligen Tiergestalten aufeinander. In letzter Sekunde kann die Klasse ihren Lehrer vor dem Storch retten, der von Sitas Mutter in einen Käfig gesperrt wird, als Gesellschaft für die Störchin im Tierheim.
In Nebenhandlungen wird thematisiert, dass Sita oft von ihrer Mutter allein gelassen wird, wenn diese sich um kranke Tiere im Tierheim kümmert, sowie eine durch die Verwandlungen erschwerte Romanze zwischen Franz und seiner Kollegin Suzan.

## Rezeption

### Kritiken
Rochus Wolff urteilt auf Kino-Zeit, der Film sei „von Anfang bis Ende von einer grundlegend positiven Grundstimmung durchsetzt, die seine Phantasiewelt zusammenhält und dafür sorgt, dass die Nahtstellen zur ‚echten‘ Realität nicht zu unangenehm werden“. Dabei würden allerdings einige durchaus ambivalente Aspekte ausgeblendet, beispielsweise esse auch der Frosch lebende Tiere und sei daher nicht generell moralisch „besser“ als der Storch. Rolf-Rüdiger Hamacher von Filmdienst gibt vier von fünf Sternen und lobt: „Die Inszenierung hält […] auf wunderbare Weise die Balance zwischen Humor, realistischen Alltagsszenen und aufregenden Momenten, die auch kleinste Kinogänger nicht überfordern. Ein rundherum gelungener Familienfilm aus der innovativen BosBros-Kinderfilmschmiede.“